# Szymon Idrjan
Szymon Idrjan (ur. 7 lutego 1908 w Warszawie, zm. 1940 w Katyniu) – polski lekkoatleta, długodystansowiec i maratończyk, podporucznik rezerwy saperów Wojska Polskiego, ofiara zbrodni katyńskiej.

## Życiorys
Był synem Antoniego i Józefy z Obrębowskich. Absolwent Państwowej Średniej Szkoły Technicznej Kolejowej w Warszawie z 1933 oraz Szkoły Podchorążych Rezerwy Saperów w Modlinie z 1930. Pracował jako technik kolejowy w Luborzycy, w powiecie miechowskim.
Był dwukrotnym brązowym medalistą mistrzostw Polski w lekkoatletyce: w 1928 w biegu maratońskim oraz w 1929 w biegu na 10 000 metrów.
W 1935 został awansowany na stopień podporucznika ze starszeństwem z 1 stycznia 1934 i 55. lokatą w korpusie oficerów rezerwy inżynierii i saperów.
Był żonaty.
Po wybuchu II wojny światowej i agresji ZSRR na Polskę z 17 września 1939 został aresztowany przez Sowietów. Był przetrzymywany w obozie w Kozielsku. Wiosną 1940 został zamordowany w Katyniu przez funkcjonariuszy Obwodowego Zarządu NKWD w Smoleńsku oraz pracowników NKWD przybyłych z Moskwy na mocy decyzji Biura Politycznego KC WKP(b) z 5 marca 1940 i tam pogrzebany, gdzie od 28 lipca 2000 mieści się oficjalnie Polski Cmentarz Wojenny w Katyniu.
5 października 2007 minister obrony narodowej Aleksander Szczygło – decyzją nr 439/MON – mianował go pośmiertnie na stopień porucznika. Awans został ogłoszony 9 listopada 2007 w Warszawie, w trakcie uroczystości „Katyń Pamiętamy – Uczcijmy Pamięć Bohaterów”.